# Malînivka, Novohrad-Volînskîi
Malînivka (în ucraineană Малинівка) este un sat în comuna Polianivka din raionul Novohrad-Volînskîi, regiunea Jîtomîr, Ucraina.

## Demografie
Componența lingvistică a localității Malînivka
     Ucraineană (100%)
Conform recensământului din 2001, toată populația localității Malînivka era vorbitoare de ucraineană (100%).